# Heiltz-le-Maurupt

Heiltz-le-Maurupt este o comună în departamentul Marne, Franța. În 2009 avea o populație de 395 de locuitori.